# Enki

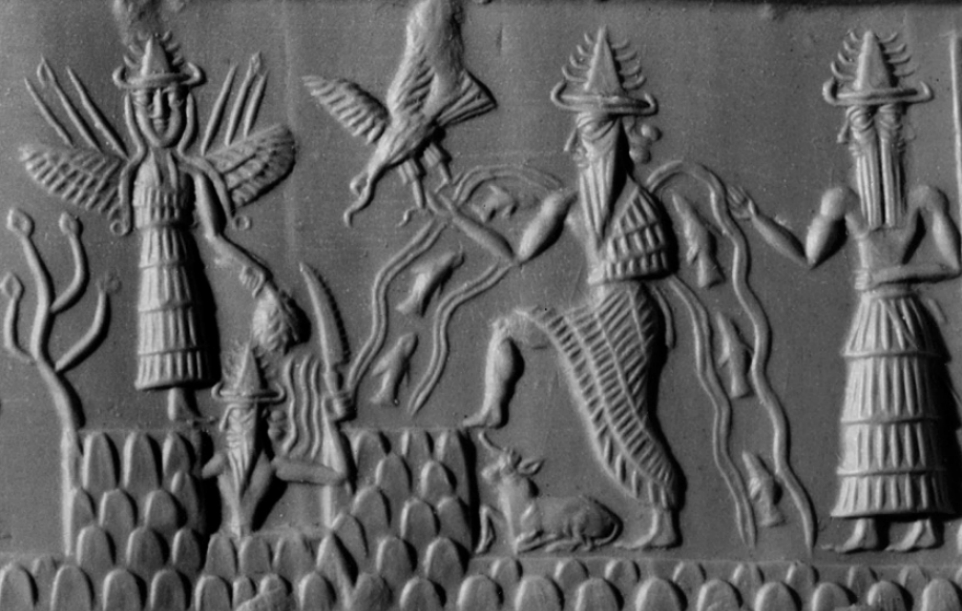
Enki, mit zwei mächtigen Flüssen (wahrsch. Euphrat und Tigris), die von seinen Schultern entspringen. Die Ziege als sein Symboltier zu seinen Füßen

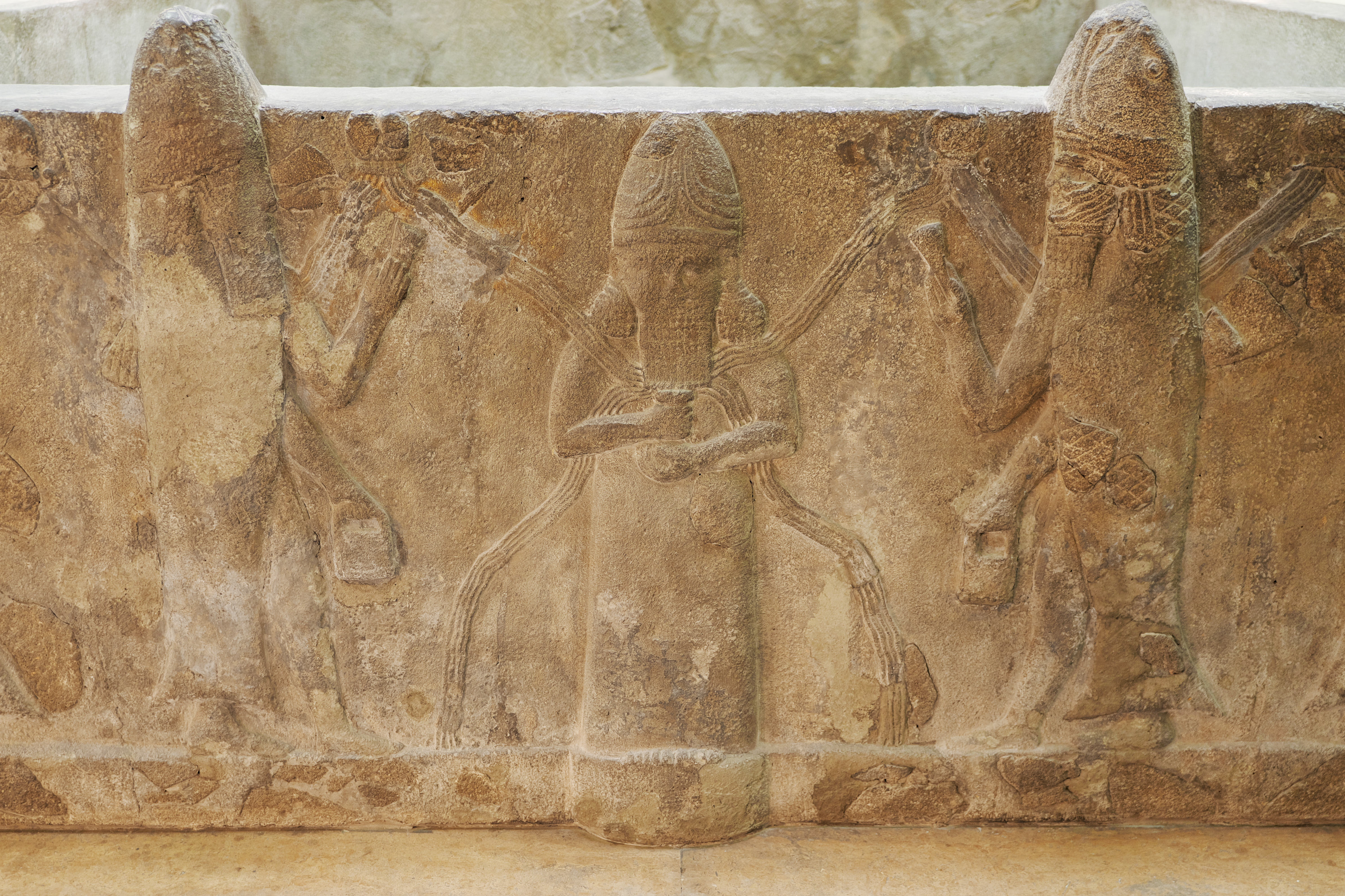
Wasserbecken aus dem Hof des Tempels von Aššur mit Relief: Enki mit göttlicher Hörnerkrone sowie vier Wasserströmen flankiert von zwei Abgal-Priestern mit Fischmänteln. Neuassyrische Periode, Herrschaft von Sennacherib, 704 bis 681 vor Christus (Vorderasiatisches Museum Berlin)

Enki (sumerisch 𒀭𒂗𒆠 den-ki, deutsch ‚Herr der Erde‘; akkadisch Ea verwandt mit westsem. ḥayya‚ er lebt‘) ist der Name des sumerischen Weisheitsgottes und Herrschers über den unteren Teil des kosmischen Süßwasserozeans, in dessen Innerem der Gott Enlil Luft und Erde erschuf. Enki gilt auch als Gott der Handwerker, der Künstler und der Magier. Zur Befriedung eines politischen Konflikts, der in der sumerischen Kultur ausbrach, war seine besondere Leistung die Herstellung eines ersten Paares von Menschen, die den Göttern künftig als Arbeitssklaven dienen, so wie es das Epos Atrahasis detailreich ausführt. Oft wird Enki dargestellt mit den Flüssen Euphrat und Tigris, welche aus seinen Schultern entspringen und für die technische Umgestaltung der mesopotamischen Steppe „Eden“ in eine fruchtbare Gartenlandschaft von zentraler Bedeutung sind. In der Hand hält er ein Gefäß, aus dem Wasser empor quillt. Ihn begleiten seine Symboltiere, wie der Ziegenfisch (manchmal auch nur eine Ziege oder nur ein Fisch) und die Schildkröte. Das Boot und ein Stab mit Widderkopf sind seine Utensilien.

## Genealogie
Enki ist laut den sumerischen Götterlisten der Sohn von An und Ki. In Mythen wie zum Beispiel Enki und Nammu und dem Atraḫasis-Epos wird jedoch Nammu als seine Mutter bezeichnet. Seine Frau ist in den sumerischen Götterlisten Ninki; in babylonischer Zeit wird sie durch Damkina ersetzt. Im Mythos Enki und Ninhursanga ist Ninḫursanga seine Frau. Seine bekanntesten Kinder sind Nanše und Asalluḫi, welcher von den Babyloniern mit Marduk gleichgesetzt wurde, um Marduk als Sohn von Enki/Ea zu etablieren. Auch Namtaru wird als sein Sohn genannt. Er gilt weiterhin als der Erschaffer der Abgal und vieler weiterer Götter und Dämonen.

## Geschichte
Enki ist seit der frühsumerischen Zeit belegt und zeigt sich in verschiedenen Inschriften, die ihn als Süßwassergott und Gott der lebenspendenden Feuchtigkeit verehren. Als Namensbestandteil kann man Enki sogar noch weiter zurückverfolgen. Sein Hauptheiligtum Eapsu befand sich in der Stadt Eridu und sicherte in früher Zeit die Vormachtstellung der Stadt. Als einer der wichtigsten Götter im mesopotamischen Pantheon hatte Enki Tempel in vielen anderen Städten. Als der Einfluss Eridus sank, wurde auch sein Hauptheiligtum nach Uruk verlegt, was sich im Mythos Inanna und Enki niederschlägt. Bis zum Ende der altorientalischen Überlieferung bleibt Enki/Ea jedoch einer der Hauptgötter.

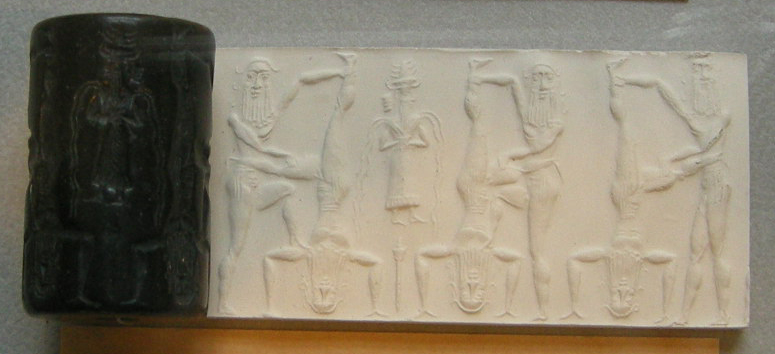
Gruppe von Helden vor dem Gott Enki, welcher eine Schale hält, aus der Wasser fließt

## Mythen
Enki gilt in verschiedenen Mythen als Erschaffer der Menschen. Des Weiteren gilt er als der Besitzer der Schicksalstafeln ME, auf denen die Schicksale der Götter und Menschen geschrieben stehen.

### Enki und die Weltordnung
Nachdem Enki den Euphrat umgelenkt hatte, um das Land Dilmun fruchtbar zu machen, ejakulierte er in den Tigris, um auch diesem die Fruchtbarkeit zu schenken.
Danach verteilt er die verschiedenen Tiere des Wassers, des Landes und der Berge auf ihre Posten und ordnet den Göttern ihre Aufgaben zu. Seine Tochter Inanna wird dabei als oberste Priesterin eingesetzt, die das Leben Jahr für Jahr durch die Heilige Hochzeit auf die Erde bringt.

### Enki und Inanna
Inanna kommt zu Enki nach Eridu und betört ihn mit Bier und ihrer Schönheit. Als Enki volltrunken ist, gibt er ihr die göttlichen Mes, Repräsentationen kultureller Errungenschaften, mit. Als Enki wieder zur Besinnung kommt und den Betrug bemerkt, schickt er seine Dämonen Inanna nach, doch Inanna kann den Dämonen glaubhaft machen, dass sie nun die legitime Besitzerin der Mes ist. Enki gibt sich geschlagen und verkündet, dass die Mes von nun an in Uruk, Inannas Stadt, bleiben sollen.

### Enki und Ninmah
Enki und Ninmah machen einen Wettstreit, wer die besseren Menschen schaffen könne. Ninmah erschafft daraufhin verschiedene Menschen mit Behinderungen. Enki gibt allen jedoch eine Aufgabe in der Gesellschaft. Daraufhin dreht Enki den Spieß um und erschafft seinerseits das Wesen Umu'ul, mit dem Ninmah nichts anzufangen weiß, da es eine nicht lebensfähige Fehlgeburt ist. Sie muss sich daher Enki geschlagen geben.

### Enki und Nammu
Die Götter sind nicht mehr in der Lage, genügend Mehl zu beschaffen. Daraufhin bittet Nammu ihren Sohn Enki, eine Lösung zu finden, woraufhin Enki sich Lehm von seinem Schenkel klopft und daraus die Menschen erschafft.

### Atraḫasis-Epos
Als die Anunnaki es leid sind zu arbeiten und so Streit zwischen den Igigu und den Anunnaki entsteht, erschafft Enki aus dem Blut eines geschlachteten Gottes und dem Lehm des Abzu den Menschen, um den Göttern zu dienen. Die Menschen werden den Göttern jedoch zu laut. Daher beschließen die Götter, die Menschen auszurotten und schicken Namtar, um die Menschen mit Schüttelfrost zu dezimieren. Enki verrät aber seinem Lieblingsmenschen Atraḫasis, wie sie Namtar besiegen könnten. Gleiches macht er mit Adad und Nisaba. Die Götter werden dadurch zornig und beschließen, dass Enki keinem Menschen mehr die Entscheidungen der Götter kundtun darf. Sie beschließen darauf, eine Sintflut zu schicken, um alle Menschen zu vernichten. Enki geht jedoch zur Hütte von Atraḫasis und redet mit der Schilfwand, hinter der Atraḫasis liegt, so dass dieser alles mitbekommt. Er rät ihm eine Arche zu bauen und sein Hab und Gut und seine Leute darauf zu bringen. So verhindert Enki die vollständige Ausrottung der Menschen durch die Götter.

### Enki und Ninhursanga
Enki möchte unbedingt einen männlichen Nachfolger, jedoch schenkt ihm seine Frau Ninhursanga nur die Tochter Ninisiga, die Göttin des Neumondes. Daraufhin schwängert er seine Tochter, die ihm die Tochter Ninkur gebiert, die Herrin des Hochlandes. Da Enki immer noch keinen Sohn hat, schwängert er nun seine Enkelin Ninkur und diese gebiert ihm Uttu, die Göttin des Flachses und der Webkunst. Ninhursanga ist das Ganze mittlerweile zu viel. Sie berät Uttu, wie sie den Avancen von Enki widerstehen könne. Doch Enki verwandelt sich in einen gutaussehenden Gärtner und vermag so Uttu doch zu begatten. Als Uttu den Betrug bemerkt, fleht sie zu Ninhursanga um Hilfe. Diese entfernt den Samen Enkis und wirft ihn auf den Boden. Daraus entstehen acht Pflanzen, die Ninhursanga Enki zum Essen vorsetzt. Daraufhin erkrankt Enki schwer. Die Anunna jedoch sehen das mit Sorge und Enlil gelingt es, Ninhursanga zu überreden, Enki zu helfen. Ninhursanga setzt sich daraufhin auf Enki, nimmt die Samen in sich auf und gebiert daraus acht Götter.

### Der Held und die Schildkröte
Als Ninurta Anzu im Flug attackierte, ließ dieser die Schicksalstafeln fallen. Sie fielen in den Süßwasserozean, direkt in das Reich von Enki. Nach dem Kampf forderte Ninurta die Schicksalstafeln von Enki zurück, um zum Herrscher über das Schicksal der Menschen und der Götter zu werden. Enki aber, der im Kampf zuvor Ninurta mit seiner Zauberkunst und Weisheit zur Seite stand, war nicht bereit, diese auszuhändigen. Er lobte und pries Ninurta als größten Krieger des Universums, aber die Tafeln werde er behalten. Ninurta wurde wütend und drohte damit, den Süßwasserozean zu zerstören. Daraufhin formte Enki aus dem Lehm des Süßwasserozeans eine Schildkröte, diese wiederum grub ein riesiges Loch. Und als Enki Ninurta ablenkte, packte die Schildkröte Ninurta an den Zehennägeln und schleifte ihn in das Loch. So sehr Ninurta sich auch bemühte, er war nicht in der Lage, das Loch zu verlassen. Enki wollte das Loch schließen und Ninurta darin begraben, jedoch ließ er auf Bitten von Ninurtas Mutter, Ninmaḫ, Ninurta frei, mit der Bedingung, dass Enki von nun an der Besitzer der Schicksalstafeln bleiben solle.

## Ikonographie

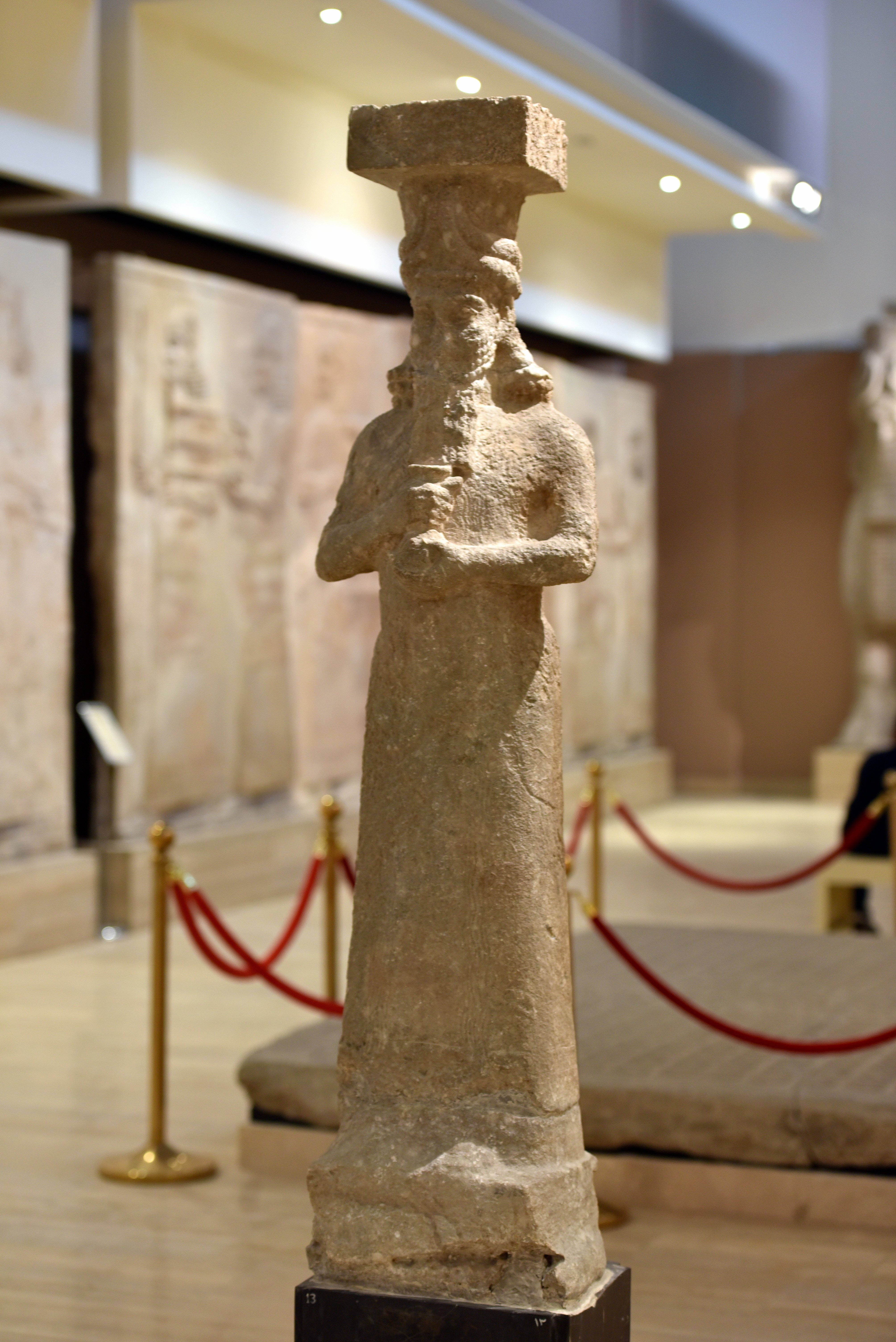
Statue eines Gottes (vermutlich Ea), aus Khorsabad, spätes 8. Jh. v. Chr., Irakisches Nationalmuseum

Enki/Ea wird in Darstellungen – wie alle mesopotamischen Götter – stets in anthropomorpher Gestalt wiedergegeben. Erkennbar ist er an den Wasserströmen, die entweder aus seinen Schultern oder aus einem vor der Brust gehaltenen Gefäß strömen. Diese werden teilweise als Wiedergabe von Euphrat und Tigris interpretiert. Als Symboltier begleitet ihn der Ziegenfisch (ein Mischwesen aus Ziegenvorderkörper und -kopf sowie einem Fischschwanz) oder eine Ziege.
Der Gott wird in akkadischer Zeit oft auf Rollsiegeln dargestellt. Er weist dort die typischen Merkmale eines Gottes auf, wie die Hörnerkrone und einen Bart. Zu den Wasserstrahlen kommen oft als Attribute der Ziegenfisch und/oder Schildkröten dazu.
In Darstellungen aus der akkadischen bis altbabylonischen Zeit ist Enki/Ea oft in Begleitung seines ‚Wesirs‘ Usmû (sumerisch: Isimud) dargestellt, der durch seine zweigesichtige Darstellung gut identifizierbar ist. In der Glyptik ist Usmû oft in Einführungsszenen dargestellt und führt Beter zum thronenden Gott.
Ein weiterer regelmäßig dargestellter Begleiter von Enki/Ea ist der sechslockige Held, der oft ebenfalls mit wassersprudelnden Gefäßen dargestellt ist.
Auf Siegeln aus akkadischer Zeit wird Enki/Ea oft dargestellt, wie ihm der gefangene und gefesselte Anzu präsentiert wird.

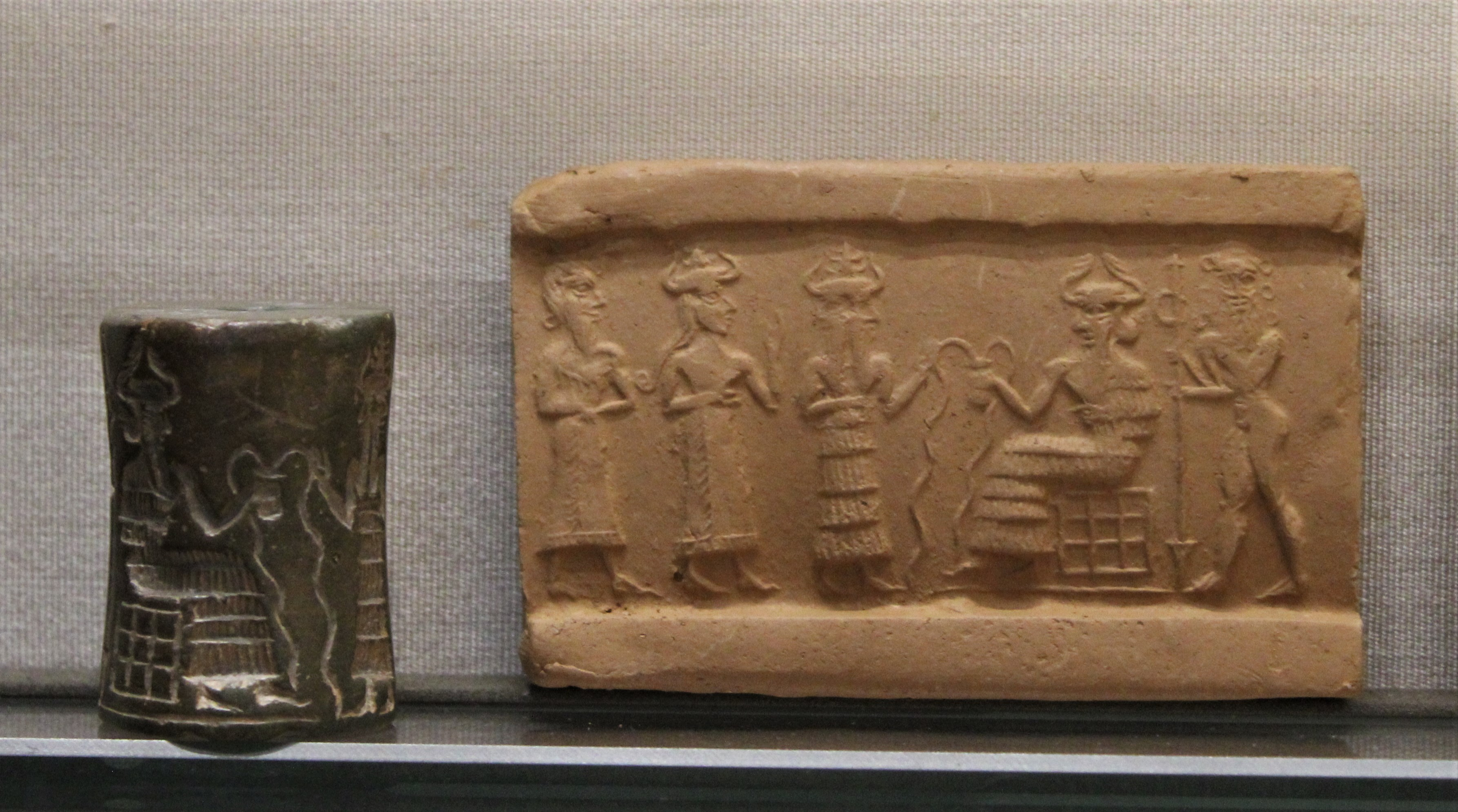
Akkadzeitliches Rollsiegel aus Marmor. Hinter dem thronenden Enki ist der sechslockige Held dargestellt, vor ihm sein doppelgesichtiger Wesir Usmû, hinter dem eine einführende Göttin den Beter an der Hand führt. (Louvre).
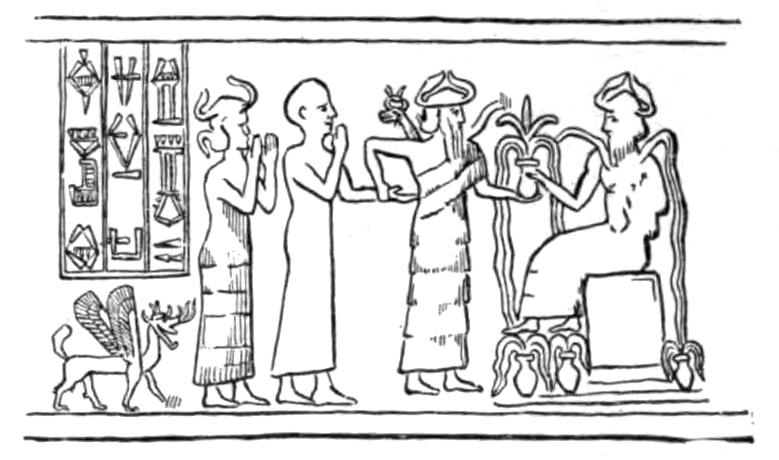
Umzeichnung einer Siegelabrollung, Siegel des Gudea, der von Ningišzida zu Enki geführt wird. Tello, ca. 2150 v. Chr. (Louvre).
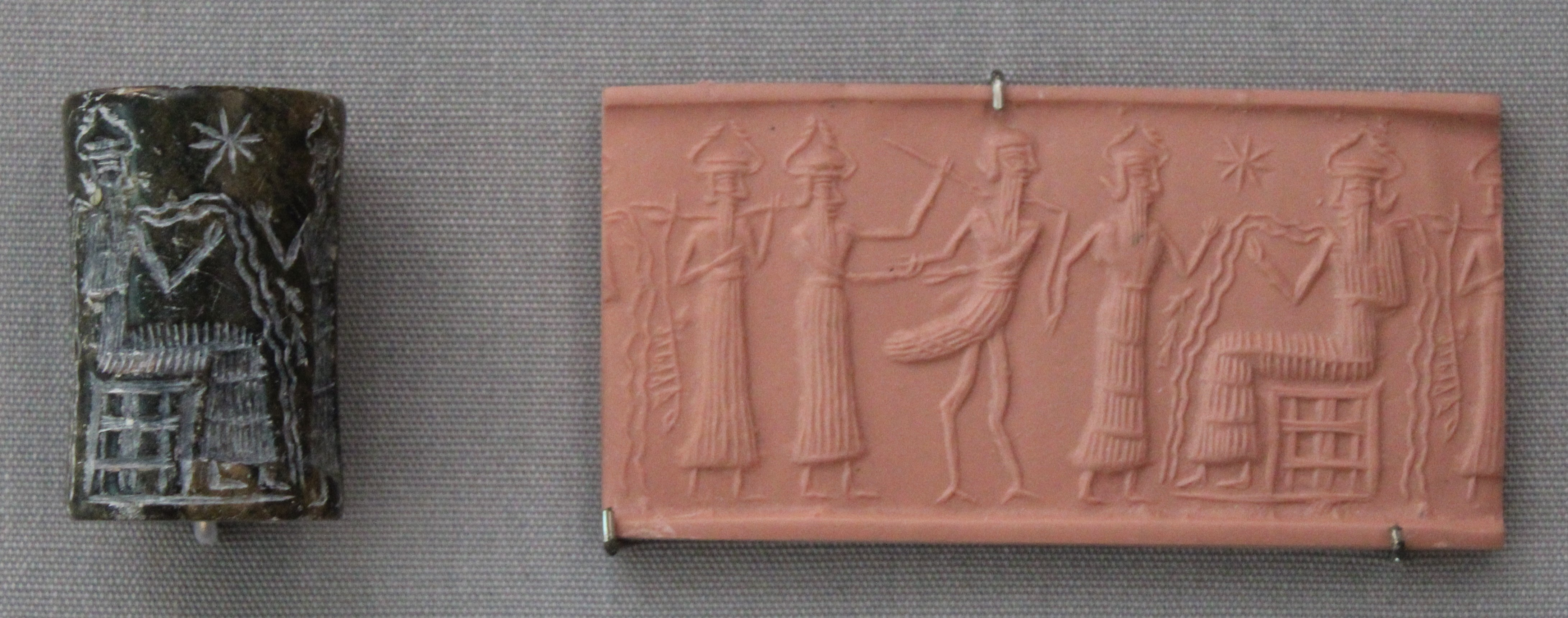
Akkadzeitliches Rollsiegel aus Serpentin: Drei Götter führen den gefangenen Anzu zum thronenden Enki/Ea (British Museum).

Als Göttersymbol (v. a. auf den Kudurrus) wird für Enki/Ea seit altbabylonischer Zeit ein Krummstab mit aufgesetztem Widderkopf oder eine Schildkröte verwendet, die sich auf einem Symbolsockel befinden. Zu Füßen des Sockels ist der Ziegenfisch dargestellt.

## Übernahme in andere Kulturen
In Syrien und Anatolien wurde der Gott unter dem akkadischen Namen Ea in die Panthea übernommen. Bei den Hurritern wurden Ea und seine Frau als Eya-šarri „König Ea“ (in Ugarit: iy) und Tamkina übernommen. Er galt als weiser Gott, bei dem die Götter in Notsituationen Rat einholten. Sein Sohn war Kelti und sein Bote Izzummi. Als sein Wohnort galt Apzu. Bei den Luwiern hieß er Iya und war eine der Hauptgottheiten. Sein Name kommt noch in der klassischen Antike in kilikischen Männernamen vor; z. B. Iazarmas (Ιαζαρµας, luw. *Iya-zalma- „Iya (ist) Schutz“). Seine Frau erscheint in einer hieroglyphenluwischen Inschrift als Tamukina.

## Enki in der Astronomie
Im sumerischen, babylonischen und assyrischen Kalender Astrolab B werden die Plejaden als Sterne des Enki erwähnt.
Die Kraterkette Enki Catena auf dem Jupitermond Ganymed ist nach Enki benannt.